# Флавий Абунданций
Флавий Абунданций (лат. Flavius Abundantius) — восточно-римский политический деятель конца IV века.
Абунданций происходил из римской провинции Скифия.
О карьере Флавия Абунданция известно из сочинения историка Зосима «Новая история». Он начал службу в римской армии при императоре Грациане. В 392 году Абунданций получает звание magister utriusque militiae при дворе императора Феодосия I Великого. В следующем году он становится консулом на Востоке.
В 394 году Абунданций не принимал участия в подавлении восстания Евгения, оставаясь при дворе малолетнего сына Феодосия Аркадия. Через два года Абунданций был вынужден бежать от преследований евнуха Евтропия в Пифий (современная Пицунда) на побережье Чёрного моря. После гибели Евтропия в 399 году Абунданций вернулся в финикийский город Сидон. Вероятно, он умер не ранее 400 года.